# NGC 6916
NGC 6916 ist eine Balken-Spiralgalaxie vom Hubble-Typ SBbc im Sternbild Schwan am Nordsternhimmel. Sie ist schätzungsweise 149 Millionen Lichtjahre von der Milchstraße entfernt und hat einen Durchmesser von etwa 75.000 Lichtjahren.
Die Typ-Ia-Supernova SN 2002cd wurde hier beobachtet.
Das Objekt wurde am 26. Juni 1887 von Lewis Swift entdeckt.